# يو إف سي 299
يو إف سي 299: أومالي ضد فيرا (بالإنجليزية: UFC 299: O'Malley vs. Vera 2)‏ هو حدث لفنون القتال المختلطة ستُنظمته يو إف سي، وسيُقام في 17 فبراير 2024، على كاسية سنتر في ميامي، فلوريدا، الولايات المتحدة.